# Menara Kuala Lumpur
Menara Kuala Lumpur este un turn de telecomunicații din Kuala Lumpur, Malaysia.

## Descriere
Menara Kuala Lumpur este un turn de telecomunicații din Kuala Lumpur, Malaysia și are o înălțime de 421 m, inclusiv antena. Alături de denumirea oficială, Menara Kuala Lumpur, această construcție mai este numită și Kuala Lumpur Tower, sau, prescurtat, KL Tower. Este amplasat în districtul Kawasan Perancangan Pusat.

## Funcții
Menara Kuala Lumpur este al cincilea turn de telecomunicații din lume, după înălțime, după CN Tower din Canada, Turnul Ostankino  din Rusia, Oriental Pearl Tower din China și Borj-e Milad din Iran.

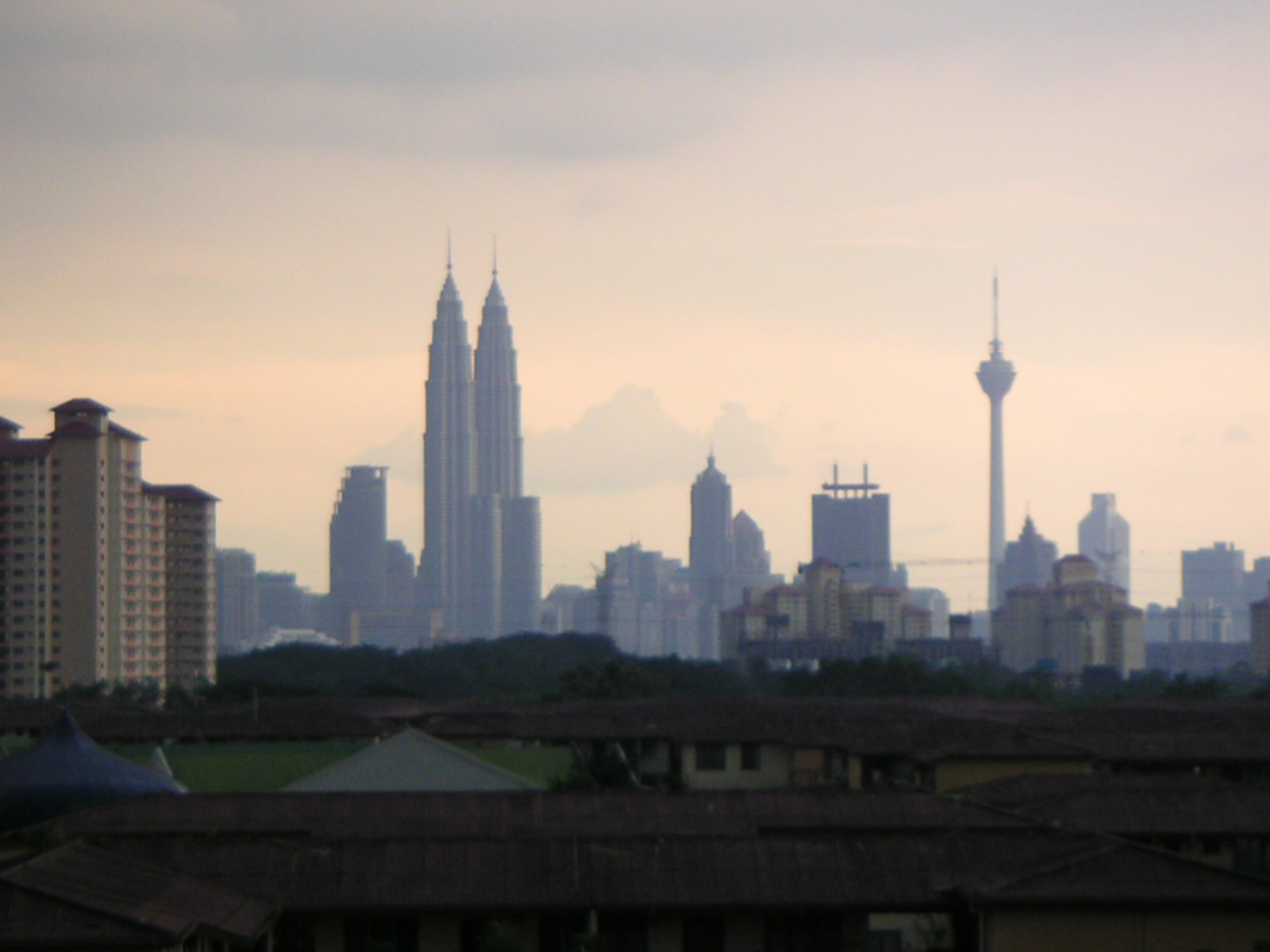
Vedere din Kuala Lumpur cu Petronas Towers (stânga) și Menara KL (dreapta)

Turiștii pot accede la o platformă de observație panoramică situată la 276 m de la sol, și pot urca, de asemenea, la nivelul superior care integrează un restaurant rotitor, tot panoramic, aflat la înălțimea de 282 m de la sol.
Construit pentru creșterea calității serviciilor de telecomunicații și pentru claritatea emisiunilor de radiodifuziune, Turnul KL este unul dintre simbolurile orașului Kuala Lumpur.

## Construcția
Construcția turnului a început în octombrie 1991 și a fost încheiată în 1996, iar inaugurarea sa s-a făcut de către primul ministru al țării la 1 octombrie al aceluiași an.
- Arhitect: Kumpulan Senireka Sdn Bhd
- Tip de construcție: Cantilever vertical